# Klaue (Technik)

Klaue aus einer Schlauchkupplung

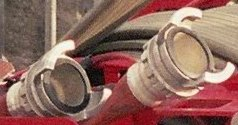
Zwei freiliegende Schlauchkupplungsklauen

Die Klaue ist ein hakenförmiges Werkzeug oder Maschinenteil, mit dem andere Teile (zum Beispiel in einer Kupplung, siehe Klauenkupplung) gefasst oder verschoben werden können. Oft ist die Klaue Bestandteil von Maschinenelementen, z. B. von Getrieben (Dog box).  
Im Armaturenbau werden Klauen in Schlauchkupplungen eingesetzt. Auch in der Holzverarbeitung finden sie Verwendung. 